# Umetnik (film)
Umetnik (angleško The Artist) je fracoski komično-dramski film iz leta 2011, posnet v slogu črno-belih nemih filmov oz. delno zvočnih filmov. Režiral ga je Michel Hazanavicius, ki je zanj tudi napisal scenarij in sodeloval pri montaži, produciral ga je Thomas Langmann, v glavnih vlogah pa nastopata Jean Dujardin in Bérénice Bejo. Dogajanje je postavljeno v Hollywood med letoma 1927 in 1932 ter prikazuje odnos starejše zvezde nemega filma in mlade filmske zvezde v času, ko nemi film postaja zastarel in ga izpodriva zvočni film.
Film je bil premierno prikazan 15. maja 2011 na Filmskem festivalu v Cannesu, kjer je bil nominiran za zlato palmo in osvojil nagrado za najboljšega igralca (Dujardin). Naletel je na dobre ocene kritikov in prinesel več kot 133 milijonov USD prihodkov po svetu. Na 84. podelitvi je bil nominiran za oskarja v desetih kategorijah, nagrajen pa je bil za najboljši film, režijo, igralca (Dujardin), kostumografijo in izvirno glasbeno podlago. Dujardin je kot prvi francoski igralec prejel oskarja za najboljšo igro, film je kot prvi francoski film prejel oskarja za najboljši film in kot prvi pretežno nemi film po filmu Wings leta 1929 na prvi podelitvi. Nominiranje bil tudi za šest zlatih globusov, od katerih je bil nagrajen za najboljši glasbeni ali komični film ter igralca v glasbenem ali komičnem filmu (Dujardin), dvanajst nagrad BAFTA, od katerih je bil nagrajen za najboljši film, režijo, igralca (Dujardin), izvirni scenarij, glasbo, fotografijo in kostumografijo, ter deset Césarjev, od katerih je bil nagrajen za najboljši film, režijo, igralko (Bejo), fotografijo, scenografijo in glasbo.

## Vloge
- Jean Dujardin kot George Valentin
- Bérénice Bejo kot Peppy Miller
- Uggie kot pes Jack
- John Goodman kot Al Zimmer
- James Cromwell kot Clifton
- Missi Pyle kot Constance
- Penelope Ann Miller kot Doris Valentin
- Malcolm McDowell kot butler
- Bitsie Tulloch kot Norma
- Beth Grant kot Peppyjeva služkinja
- Ed Lauter kot Peppyjev prvi voznik
- Jen Lilley kot opazovalec
- Nina Siemaszko kot opazovalka
- Jewel Shepard kot starleta
- Basil Hoffman kot dražbar
- Ben Kurland kot pomočnik za izbiro vlog
- Ken Davitian kot zastavljalničar
- Bill Fagerbakke kot policist